# دانیلا مرکوری
دانیلا مرکوری (به پرتغالی: Daniela Mercury) (زادهٔ ۲۸ ژوئیه ۱۹۶۵) خواننده و ترانه‌سرای اهل برزیل است. تاکنون ۲۰ میلیون نسخه از آلبوم‌های او در سرتاسر جهان به فروش رفته است.

## زندگی شخصی
دانیلا مرکوری در سال ۱۹۸۴ میلادی و در سن ۱۹ سالگی با دوست پسر دوران دبیرستانش ازدواج کرد. حاصل ازدواج یک فرزند پسر و یک فرزند دختر است که در سال‌های ۱۹۸۵ و ۱۹۸۶ به دنیا آمدند. دانیلا و شوهرش در سال ۱۹۹۶ از یکدیگر جدا شدند. دانیلا در آوریل ۲۰۱۳ رابطه‌اش با روزنامه‌نگاری به نام مالو ورسوزه را فاش ساخت. آن‌ها در اکتبر ۲۰۱۳ ازدواج کردند.